# Brückenkopf (Naturschutzgebiet)
Das Naturschutzgebiet Brückenkopf liegt auf dem rechtsrheinischen Gebiet der Stadt Germersheim im Landkreis Germersheim in Rheinland-Pfalz. Der Name „Brückenkopf“ verweist auf die militärhistorische Bedeutung des Gebiets im Zusammenhang mit der Germersheimer Festungsanlage.
Das etwa 35 ha große Gebiet, das im Jahr 1982 unter Naturschutz gestellt wurde, erstreckt sich östlich der Kernstadt Germersheim direkt an der am westlichen und nördlichen Rand verlaufenden Landesstraße 555 und der Landesgrenze zu Baden-Württemberg. Unweit nördlich verläuft die B 35, westlich fließt der Rhein.

## Schutzzweck
Schutzzweck ist die Erhaltung des Feuchtgebietes als Lebensraum seltener Tierarten sowie als Standort seltener Pflanzenarten und Pflanzengesellschaften und aus wissenschaftlichen Gründen.
In dem Schutzgebiet beheimatete Tier- und Pflanzenarten sind z. B.:
- Pechschwarzer Kolbenwasserkäfer (Hydrous piceus)
- Dunkler Wiesenknopf-Ameisenbläuling (Maculinea nausithous)
- Weidenalant (Inula salicina)
- Arzenei-Haarstrang (Peucedanum officinale)